# Gonomyia (Leiponeura) pacifica
Gonomyia (Leiponeura) pacifica is een tweevleugelige uit de familie steltmuggen (Limoniidae). De soort komt voor in het Australaziatisch gebied.